# چارتار
چارتار یک گروه موسیقی ایرانی است که در سال ۱۳۹۰ توسط آیین احمدی‌فر، آرش فتحی، آرمان گرشاسبی و احسان حائری تشکیل شد. موسیقی چارتار ترکیبی از حال و هوای موسیقی ایرانی و کلاسیک به همراه کلامی خوش‌آهنگ و پرداختی مدرن است. حاصل فعالیت این گروه آلبوم‌های باران تویی، جاده می‌رقصد و دریا کجاست بوده که به ترتیب در سال‌های ۱۳۹۲، ۱۳۹۴ و ۱۳۹۶ منتشر شده‌اند. در حال حاضر شرکت آواسازان ققنوس به سرپرستی محمدحسین توتونچیان تهیه‌کنندهٔ آثار این گروه است. در سال ۱۴۰۲ آرمان گرشاسبی از‌ این گروه جدا شد و به فعالیت خود به صورت فردی ادامه داد.

## شکل‌گیری گروه
آرمان گرشاسبی در گفتگویی دربارهٔ شکل‌گیری گروه می‌گوید:
| «              | یک دوستی قدیمی‌ای من و آرش داشتیم و همین‌طور من و احسان. از طرفی آرش هم با آیین دوست بود. آرش ساز می‌زد و من هم آواز کار می‌کردم، ولی آرش از این موضوع بی‌خبر بود. یک روز خیلی اتفاقی آرش ساز زد و من هم خواندم. آرش که از تمرین‌های من بی‌خبر بود، گفت تو چقدر خوب می‌خوانی، صبر کن به تو خبر می‌دهم. نمی‌دانستم چه تصمیمی دارد. بعد هم آرش یک ملودی سنتی ساخت و آیین هم آن را الکترونیک تنظیم کرد. بعد یک روز با من تماس گرفت و قرار گذاشتیم و موسیقی را برای من پخش کرد و گفت برای تکمیل کار به یک شاعر نیاز داریم، کسی را سراغ نداری؟ من هم احسان را معرفی کردم، احسان پذیرفت و روی ملودی، ترانه‌ای نوشت و وقتی هر چهار نفر روی شعر توافق کردیم، من هم آن قطعه را خواندم. آن‌جا بود که دیدیم پکیج خوبی از کار درآمده و بدون این‌که حرفی بزنیم، کار روی قطعه دوم را شروع کردیم. | » |
| —آرمان گرشاسبی | |   |

نام
آیین احمدی فر درمورد انتخاب نام گروه میگوید:
ما درمورد نام گروه خیلی گفت و گو کردیم و تصمیم گرفتیم چارتار را انتخاب کنیم.
آرش فتحی در این مورد میگوید:
ما چهار نفر هستیم با چهار سلیقه متفاوت. سازی را تصور كنيد كه چهار سيم دارد و هر يك صدای خاص خود را دارد، اما وقتی هر چهار سیم با هم به صدا داورند هارمونی خاصی ایجاد میشود.

## اعضا
اعضای گروه:

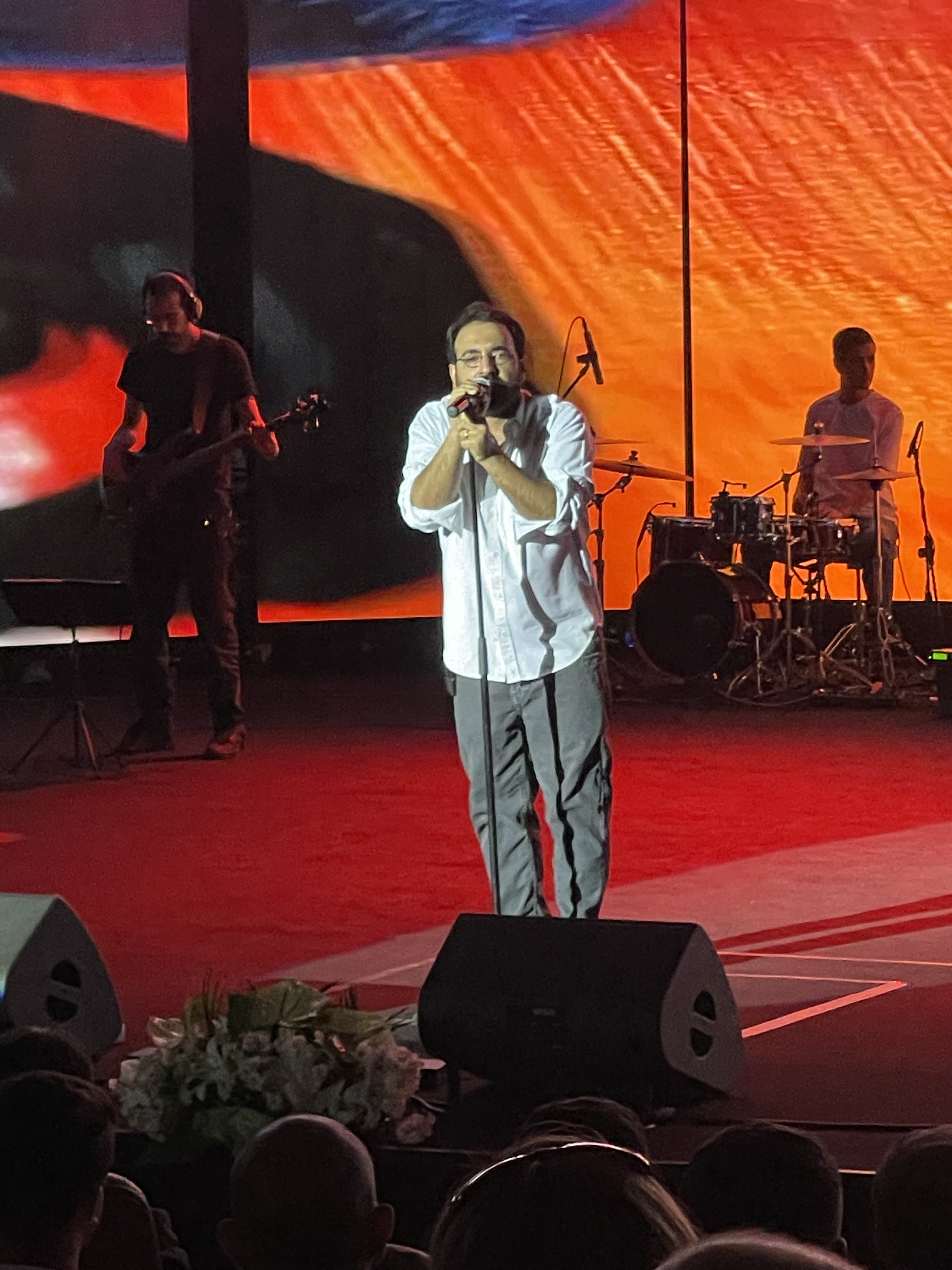
گروه «چارتار» در کنسرتی در تهران ۲۰۲۳

- آرمان گرشاسبی (خواننده - متولد ۱۳۶۷)
- احسان حائری (ترانه‌سرا - متولد ۱۳۶۷)
- آیین احمدی‌فر (تنظیم‌کننده - متولد ۱۳۶۳)
- آرش فتحی (آهنگساز - متولد ۱۳۶۷)

## بازخورد
برخی از منتقدان آثار این گروه را سرزنده و نو و برخی دیگر ساختار کارها را تکراری ارزیابی کرده‌اند. برگزاری آیین رونمایی یکی از آلبوم‌های چارتار در محوطهٔ کاخ نیاوران و عدم برنامه‌ریزی مناسب و بروز بی‌نظمی در سال ۱۳۹۴ باعث انتقادهایی به این گروه شد. در شهریور ۱۳۹۵ و هنگامی که گروه در خارج از کشور در حال برگزاری کنسرت بود، از زنانی که قصد داشتند با آن‌ها عکس یادگاری بگیرند، درخواست کردند که حجاب داشته باشند و برای این کار روسری‌هایی را هم به آن‌ها دادند. پس از اعتراض‌هایی که به این حرکت صورت گرفت این گروه طی یادداشتی در صفحهٔ اینستاگرام خود ضمن اظهار تأسف اعلام کرد که پیشنهاد این کار از سوی برگزارکنندگان کنسرت بوده‌است.
در سپتامبر ۲۰۱۶ بخش نخست کنسرت «چارتار» به دلیل مشکلاتی در صدابرداری و نارضایتی مردم در پی آن، زودتر به پایان رسید. علاوه بر این موضوع، ورود پی‌درپی مردم به سالن – حتی نیم ساعت پس از آغاز برنامه – تمرکز اجراکنندگان و شنوندگان را تا حد زیادی به هم زده بود.

## آثار

### تک‌آهنگ‌ها[۱۱][۱۲]
| عنوان                                 | مدت زمان | تاریخ انتشار | توضیحات                                           |
| ------------------------------------- | -------- | ------------ | ------------------------------------------------- |
| تنظیم ارکسترال «آسمان هم زمین می‌خورد» | ۳:۵۸     | ۱۳۹۵/۵/۲۵    | تنظیم برای ارکستر توسط آرش فتحی و ساخت موزیک‌ویدئو |
| «برف»                                 | ۳:۲۸     | ۱۳۹۶/۱/۳۱    |                                                   |
| «آدینه»                               | ۳:۵۳     | ۱۳۹۷/۴/۱۳    | همراه با موزیک‌ویدئو                               |
| «آوازه‌خوان»                           | ۴:۰۱     | ۱۳۹۷/۱۱/۳۰   |                                                   |
| «صدایم بزن»                           | ۴:۱۸     | ۱۳۹۷/۱۲/۲۷   |                                                   |
| «بگو که زنده‌ایم»                      | ۴:۰۹     | ۱۳۹۸/۷/۲۹    |                                                   |
| «ایران»                               | ۳:۵۰     | ۱۳۹۸/۱۰/۲۶   |                                                   |
| «گله کن»                              | ۳:۵۰     | ۱۳۹۸/۱۱/۲۹   |                                                   |

### آلبوم‌ها
| باران تویی (۱۳۹۲) | باران تویی (۱۳۹۲)     | باران تویی (۱۳۹۲) |
| شماره             | عنوان                 | مدت زمان          |
| ----------------- | --------------------- | ----------------- |
| ۱                 | «آشوبم»               | ۴:۴۹              |
| ۲                 | «مرا به خاطرت نگهدار» | ۳:۲۴              |
| ۳                 | «هندسه»               | ۴:۱۰              |
| ۴                 | «باران تویی»          | ۳:۴۹              |
| ۵                 | «زن دیوانه»           | ۳:۴۸              |
| ۶                 | «کلاغ»                | ۳:۴۰              |
| ۷                 | «عاشقانه تنهاست»      | ۳:۴۷              |
| ۸                 | «حرفی بزن»            | ۳:۴۲              |
| ۹                 | «خوشا به من»          | ۳:۰۶              |
| ۱۰                | «شبیه بک مرداب»       | ۳:۴۴              |
| ۱۱                | «در حسرت ماه»         | ۳:۵۹              |
| ۱۲                | «قطار»                | ۴:۰۰              |

| جاده می‌رقصد (۱۳۹۴) | جاده می‌رقصد (۱۳۹۴)     | جاده می‌رقصد (۱۳۹۴) |
| شماره              | عنوان                  | مدت زمان           |
| ------------------ | ---------------------- | ------------------ |
| ۱                  | «لیلاچه»               | ۳:۲۷               |
| ۲                  | «آسمان هم زمین می‌خورد» | ۳:۵۲               |
| ۳                  | «ببر»                  | ۳:۴۵               |
| ۴                  | «جاده می‌رقصد»          | ۳:۲۶               |
| ۵                  | «حضوری اتفاقی»         | ۴:۳۲               |
| ۶                  | «هیچ در هیچ»           | ۳:۳۱               |
| ۷                  | «من دهانم»             | ۳:۴۱               |
| ۸                  | «غزل نشد»              | ۲:۳۴               |
| ۹                  | «دریچه»                | ۳:۳۵               |

| دریا کجاست (۱۳۹۶) | دریا کجاست (۱۳۹۶) | دریا کجاست (۱۳۹۶) |
| شماره             | عنوان             | مدت زمان          |
| ----------------- | ----------------- | ----------------- |
| ۱                 | «آغوش»            | ۳:۱۸              |
| ۲                 | «دور»             | ۴:۳۵              |
| ۳                 | «هجرت»            | ۳:۵۵              |
| ۴                 | «دریا کجاست»      | ۴:۲۳              |
| ۵                 | «برگرد»           | ۴:۰۰              |
| ۶                 | «بنویس»           | ۳:۳۲              |
| ۷                 | «غروب»            | ۴:۳۵              |
| ۸                 | «تردید رفتن»      | ۳:۱۱              |
| ۹                 | «چشم بی‌برابر»     | ۳:۴۴              |
| ۱۰                | «خلق»             | ۳:۳۷              |